# Al Bahah (province)
Pour la ville, voir Al Bahah.
Al Bahah (en arabe : الباحة, /ælˈbæːħa/) est une toute petite province du sud ouest de l'Arabie saoudite, près de la Mer Rouge, à 220 km au sud-est de La Mecque, enclavée entre ses deux voisines, les provinces de La Mecque et d'Asir. La capitale et ville principale est Al Bahah.
La superficie, anciennement de 15 000 km2, est d'environ 10 000 km2, et la population, de 459 200 en 1999, approche les 500 000 habitants. 
Le climat est assez varié, de la Tihama aux zones montagneuses (1500/2450 m) : températures maximales de 12 à 23 °C, humidité de 52 à 67 %.

## Étymologie
Le mot al-Bahah, recouvre plusieurs significations :
- eau abondante, cour (fraîche) de maison, haut palmier bien fourni..
- et dans les contes, le mot évoque un puits très profond, sans fond, (la forteresse Al Zafir).
- mais aussi espace ouvert, ligne médiane de la route.

## Géographie
La province de Al-Bahah est située entre les longitudes et latitudes 41/42 E N. 19/20, pour une superficie d'environ 10 000 km2. 
La région se compose de montagnes, de vallées, de collines, de plaines, et de zones désertiques
Elle est divisée par d'immenses escarpements rocheux en deux secteurs principaux :
- à l'ouest, une plaine côtière, la Tihama,
- à l’est, la chaîne montagneuse d'al-Sarawat, ou al-Sarat, avec une altitude de 1 500 à 2 450 m.

La ville principale, et capitale, située dans la partie nord-ouest du territoire Ghamed,  ou Ghamid, porte le même nom.
Les autres villes, desservies par les routes 15, 205 et 246, sont : 

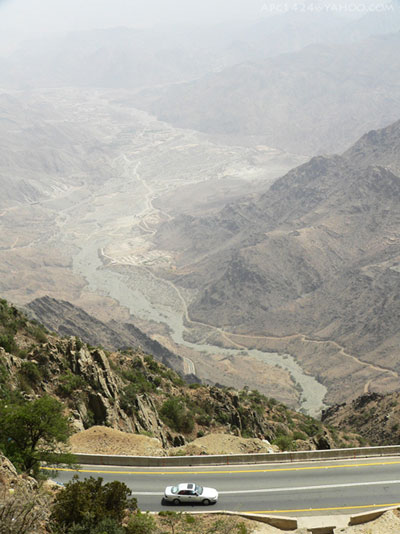
Route de montagne entre la capitale régionale et la Tihama.

- Baljurashi, ou Baljurshi, très ancienne cité, dont le marché, également très ancien, le samedi matin (de 05 à 12h) est réputé, le souq as-sabt ;
- Al Mindaq ;
- Al Makhwaah ;
- Al Aqiq, et son aéroport ;
- Al Muzaylif ;
- Az Zahr ;
- Hadram ;
- Sabt Al Alaya ;
- Suq al Ikhnanyn ;
- Al Qunfunda, sur la Mer Rouge, détachée de la province.

## Population
Plus de 400 000 habitants, musulmans sunnites, ont rejoint les grands centres urbains pour une meilleure vie, dont l'éducation.
La région est le berceau de deux tribus, les Ghamid et les Zahran.
Selon un généalogiste, la majorité de la population d'Al-Bahah descendrait des Shenou Azad, ou Azad Shenou, une tribu qui a émigré du sud de la péninsule arabique, à la suite d'événements historiques naturels.
Al-Azad est une tribu arabe qui se divise elle-même en 24 tribus, issues de quatre origines : Azad Shenou`a, Azad Al Sarat, Azad Ghassan et Azad Aman. 
- Al-Azad (ou al-Assad le Lion) est le titre donné à Darda`e bin al-Ghot bin Nabt bin Malik bin Nassr al-Azad.
- Kaab ibn al-Harith a eu sept enfants, dont Ghamed, qui est Amr bin Abdullah bin Kaab.
- Zahran bin Kaab ibn al-Harith a eu six enfants, dont Abdullah bin Zahran, le grand-père de la tribu Zahran.

La vie sociale des habitants de la région d'Al-Bahah est basée uniquement sur l'islam sunnite, dont les racines remontent à l'année 10 de l'Hégire, et les coutumes arabes traditionnelles, bien établies. 
Chaque division ou subdivision de la tribu a son propre chef (cheikh).

## Climat
Le climat général est celui d'une zone aride. L'humidité relative varie entre 52 % et 67 % avec des températures maximales de 23 °C et minimales de 12 °C. La topographie détermine les particularités.
La zone d'al-Sarat, exposée à la formation des nuages et du brouillard, fréquent en hiver, en raison des masses d'air venant de la mer Rouge, et accompagnée d'orages, a un climat doux et agréable au printemps et en été. 
La région de la Tihama, à 25 km, plaine côtière vallonnée, a un climat chaud en été et au printemps, mais doux en hiver, et permet donc une production agricole (pamplemousses).
Productions agricoles :
- Dattes, pamplemousses, noix, raisins, bananes...
- Miel...

## Tourisme

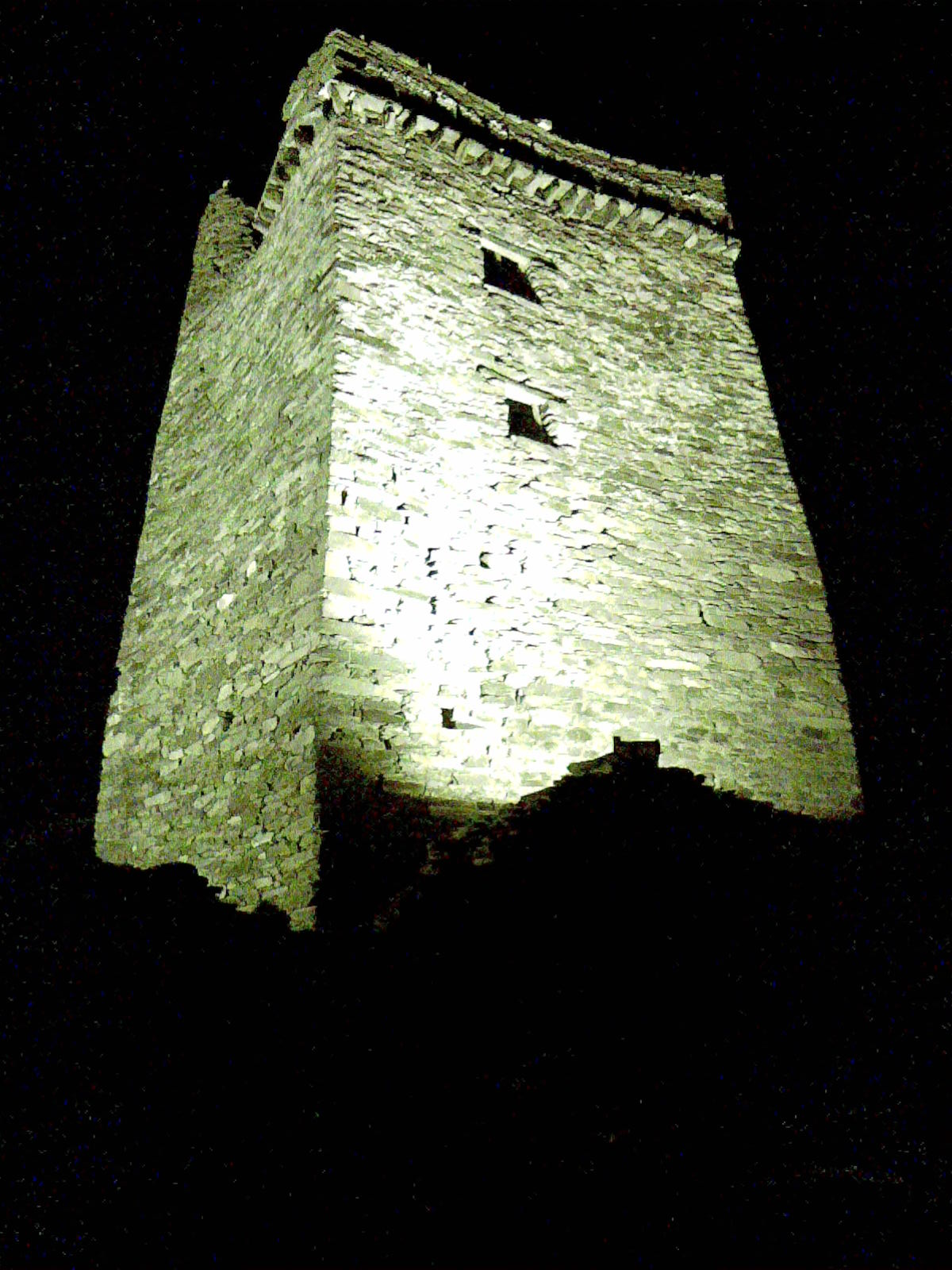
Le fort de Zahwan, à al-Hokman, au nord d'al-Baha

- aéroport à Aqiq, ABT,